# Codrin Ștefănescu
Codrin Ștefănescu (n. 20 decembrie 1968, Craiova) este un politician român, fost deputat în legislatura 2000–2004.

## Biografie
Potrivit CV-ului publicat pe site-ul Camerei Deputaților, Codrin Ștefănescu este absolventul Facultății de Economie Informatică și al Facultății de Relații Economice Internaționale; universitățile și ciclurile de studii nu sunt precizate.
Codrin Ștefănescu a participat la revoluția română din 1989 din București, fiind printre cei care s-au baricadat la Hotelul Intercontinental din București.
Între 1990 și 1993, Ștefănescu a fost atașat Europress la București, redactor pe probleme de cultură și istoria artei. În 1993 a fondat Fundația „România Tânără”, al cărei președinte a fost din 1996 până în 2002. După absolvirea facultății a lucrat ca economist la firma Coryllus Trading. Într-un interviu pentru DCNews, Codrin Ștefănescu a declarat că, după finalizarea studiilor, a deschis împreună cu câțiva colegi din universitate o firmă de brokeraj pe care a vândut-o mai târziu unui consorțiu de bănci.
Codrin Ștefănescu a fost, în 1992, membru fondator al Frontului Democrat al Salvării Naționale, transformat în 1993 în Partidul Democrației Sociale din România (PDSR). A părăsit PDSR-ul în 1999, în urma unei dispute cu președintele partidului, Ion Iliescu.
Între anii 2000 și 2004, Codrin Ștefănescu a fost deputat în Parlamentul României, ales pe listele PRM. A fost membru în Comisia pentru cercetarea abuzurilor, corupției și pentru petiții. După un an de la preluarea mandatului, Ștefănescu a fost exclus din PRM, în contextul în care, alături de alți colegi de partid, a dezvăluit o serie de informații compromițătoare despre Corneliu Vadim Tudor, liderul partidului.
În iunie 2001 s-a alăturat PSD. Ulterior a părăsit formațiunea și s-a înscris în Partidul Conservator. În 2009 a revenit în PRM, unde a fost numit președinte al filialei PRM București. În 2011 și-a dat demisia din PRM și, implicit, din toate funcțiile deținute în acest partid.
A intrat din nou în PSD, unde a ocupat funcția de secretar general al PSD București. Consecutiv, a fost numit secretar general adjunct al partidului, funcție ocupată până în 2018, când a fost desființată. Tot în 2018 a candidat pentru funcția de secretar general al partidului, însă a pierdut în fața lui Marian Neacșu cu 668 de voturi „pentru” și 3.063 „împotrivă”.
În septembrie 2021, Liviu Dragnea a dezvăluit și a anunțat că susține un nou partid politic, numit Alianța Pentru Patrie, în fruntea căruia se află Ștefănescu. Conform fostului președinte PSD, inițierea partidului a fost ideea lui Ștefănescu și cei doi ar fi vorbit din octombrie despre o astfel de organizație.

### Propuneri legislative
Este inițiator al Legii nr. 15/2003, cunoscută ca Legea tineretului precum și al altor 20 de propuneri legislative.

## Cărți publicate
- 1994: Fals și original – prelegeri din istoria artei (coautor)
- 1995: Războiul celor de sus
- 1996: Vectorul corupție
- 2002: Analiza factorială a fenomenelor social-economice în profil regional (coautor)
- 2005: Țăranul român în vechi cărți poștale ilustrate (coautor)
- 2006: Familia regală în vechi cărți poștale (coautor)

## Viață personală
Între 1998 și 2010, Codrin Ștefănescu a avut o relație cu Luiza Tănase, relație din care s-a născut o fată, Andra. Ștefănescu mai are un fiu din relația cu fotomodelul Alice Constantinică.